# EuroCup Women 2008-2009
L'EuroCup Women 2009 è stata la settima edizione della competizione organizzata dalla FIBA Europe.
La competizione è stata vinta dal Galatasaray, in finale sul Taranto Cras Basket.

## Regolamento
La formula ha previsto sette turni eliminatori. Al turno eliminatorio in gara unica ad eliminazione diretta hanno preso parte dieci squadre, che si sono giocate l'accesso al turno preliminare; quest'ultimo era basato su dodici gironi all'italiana di quattro squadre ciascuno, che si incontravano in partite d'andata e ritorno. Le prime due di ogni girone e le migliori terze venivano ammesse ai sedicesimi di finale, con gare di andata e ritorno, così come ottavi, quarti, semifinali e finale.

## Regular Season

### Gruppo A
|    | Squadra               | G | V | P | PF  | PS  | Pts |
| -- | --------------------- | - | - | - | --- | --- | --- |
| 1. | Dinamo Mosca          | 6 | 6 | 0 | 523 | 316 | 12  |
| 2. | Municipal Targoviste  | 6 | 2 | 4 | 395 | 425 | 8   |
| 3. | KSSSE AZS-PWSZ Gorzow | 6 | 2 | 4 | 429 | 489 | 8   |
| 4. | MBK Ruzomberok        | 6 | 2 | 4 | 380 | 497 | 8   |

### Gruppo B
|    | Squadra                        | G | V | P | PF  | PS  | Pts |
| -- | ------------------------------ | - | - | - | --- | --- | --- |
| 1. | Dinamo Kursk                   | 6 | 4 | 2 | 468 | 384 | 10  |
| 2. | Challes-Les-Eaux Basket        | 6 | 4 | 2 | 416 | 400 | 10  |
| 3. | CSS-LMK SF. Gheorghe           | 6 | 3 | 3 | 440 | 448 | 9   |
| 4. | Bnot Hasharon Raanana Herzliya | 6 | 1 | 5 | 408 | 500 | 7   |

### Gruppo C
|    | Squadra            | G | V | P | PF  | PS  | Pts |
| -- | ------------------ | - | - | - | --- | --- | --- |
| 1. | Elitzur Ramla      | 6 | 6 | 0 | 457 | 392 | 12  |
| 2. | Rivasecopolis      | 6 | 4 | 2 | 457 | 396 | 10  |
| 3. | ZKK Crvena Zvezda  | 6 | 1 | 5 | 338 | 413 | 7   |
| 4. | Dunav Econt Rousse | 6 | 1 | 5 | 392 | 443 | 7   |

### Gruppo D
|    | Squadra                 | G | V | P | PF  | PS  | Pts |
| -- | ----------------------- | - | - | - | --- | --- | --- |
| 1. | Szeviép                 | 6 | 6 | 0 | 488 | 380 | 12  |
| 2. | Université BC Neuchâtel | 6 | 3 | 3 | 402 | 433 | 9   |
| 3. | Solna Vikings           | 6 | 2 | 4 | 431 | 473 | 8   |
| 4. | Seat Foton Györ         | 6 | 1 | 5 | 408 | 443 | 7   |

### Gruppo E
|    | Squadra          | G | V | P | PF  | PS  | Pts |
| -- | ---------------- | - | - | - | --- | --- | --- |
| 1. | CB Feve San Jose | 6 | 5 | 1 | 457 | 402 | 11  |
| 2. | Athinaikos BC    | 6 | 5 | 1 | 467 | 410 | 11  |
| 3. | Panionios G.S.S. | 6 | 2 | 4 | 385 | 407 | 8   |
| 4. | Ragusa           | 6 | 0 | 6 | 369 | 459 | 6   |

### Gruppo F
|    | Squadra             | G | V | P | PF  | PS  | Pts |
| -- | ------------------- | - | - | - | --- | --- | --- |
| 1. | Cras Basket Taranto | 6 | 5 | 1 | 433 | 390 | 11  |
| 2. | Gospic              | 6 | 3 | 3 | 405 | 424 | 9   |
| 3. | K.V. Imperial AEL   | 6 | 3 | 3 | 411 | 401 | 9   |
| 4. | Gran Canaria        | 6 | 1 | 5 | 395 | 429 | 7   |

### Gruppo G
|    | Squadra           | G | V | P | PF  | PS  | Pts |
| -- | ----------------- | - | - | - | --- | --- | --- |
| 1. | Galatasaray       | 6 | 6 | 0 | 488 | 330 | 12  |
| 2. | USO Mondeville    | 6 | 3 | 3 | 401 | 408 | 9   |
| 3. | AKO Aris Holargou | 6 | 2 | 4 | 382 | 441 | 8   |
| 4. | ZKK Buducnost     | 6 | 1 | 5 | 397 | 489 | 7   |

### Gruppo H
|    | Squadra          | G | V | P | PF  | PS  | Pts |
| -- | ---------------- | - | - | - | --- | --- | --- |
| 1. | Ibiza - PDV      | 6 | 6 | 0 | 464 | 380 | 12  |
| 2. | Kara Trutnov     | 6 | 3 | 3 | 443 | 477 | 9   |
| 3. | Baschet ICIM     | 6 | 2 | 4 | 451 | 473 | 8   |
| 4. | Arvi Marijampole | 6 | 1 | 5 | 384 | 412 | 7   |

### Gruppo I
|    | Squadra           | G | V | P | PF  | PS  | Pts |
| -- | ----------------- | - | - | - | --- | --- | --- |
| 1. | Lavezzini Parma   | 6 | 5 | 1 | 467 | 365 | 11  |
| 2. | Ravenna Esperides | 6 | 4 | 2 | 410 | 360 | 10  |
| 3. | SK Cesis          | 6 | 3 | 3 | 393 | 403 | 9   |
| 4. | KK Zeljeznicar    | 6 | 0 | 6 | 354 | 496 | 6   |

### Gruppo J
|    | Squadra              | G | V | P | PF  | PS  | Pts |
| -- | -------------------- | - | - | - | --- | --- | --- |
| 1. | Tarbes Gespe Bigorre | 6 | 6 | 0 | 460 | 359 | 12  |
| 2. | Olivais Coimbra      | 6 | 3 | 3 | 416 | 465 | 9   |
| 3. | Extrugasa            | 6 | 2 | 4 | 401 | 412 | 8   |
| 4. | Pallacanestro Ribera | 6 | 1 | 5 | 390 | 431 | 7   |

### Gruppo K
|    | Squadra                        | G | V | P | PF  | PS  | Pts |
| -- | ------------------------------ | - | - | - | --- | --- | --- |
| 1. | ZKK Hemofarm Vrsac             | 6 | 5 | 1 | 482 | 364 | 11  |
| 2. | Chevakata                      | 6 | 5 | 1 | 527 | 364 | 11  |
| 3. | Lemminkainen                   | 6 | 2 | 4 | 389 | 488 | 8   |
| 4. | Associacao Desportiva De Vagos | 6 | 0 | 6 | 358 | 540 | 6   |

### Gruppo L
|    | Squadra         | G | V | P | PF  | PS  | Pts |
| -- | --------------- | - | - | - | --- | --- | --- |
| 1. | Dexia W Namur   | 6 | 5 | 1 | 508 | 371 | 11  |
| 2. | Spartak Noginsk | 6 | 3 | 3 | 442 | 473 | 9   |
| 3. | Botas Spor      | 6 | 3 | 3 | 444 | 455 | 9   |
| 4. | BC Star - TLÜ   | 6 | 1 | 5 | 363 | 458 | 7   |

## Fase Finale

### Sedicesimi di Finale
| Squadra 1               | Squadra 2            | Andata   | Ritorno |
| ----------------------- | -------------------- | -------- | ------- |
| Solna Vikings           | Dinamo Mosca         | 58 - 75  | 57 - 89 |
| Municipal Targoviste    | Galatasaray          | 67 - 96  | 66 - 75 |
| Panionios G.S.S.        | Szeviép              | 53 - 52  | 64 - 59 |
| Baschet ICIM            | Tarbes Gespe Bigorre | 58 - 110 | 52 - 96 |
| Extrugasa               | Ibiza - PDV          | 61 - 79  | 61 - 80 |
| Olivais Coimbra         | Elitzur Ramla        | 60 - 77  | 62 - 67 |
| Université BC Neuchâtel | Chevakata            | 84 - 70  | 65 - 82 |
| Kara Trutnov            | Dexia W Namur        | 72 - 84  | 69 - 83 |
| Spartak Noginsk         | ZKK Hemofarm Vrsac   | 57 - 73  | 87 - 92 |
| Gospic                  | Lavezzini Parma      | 60 - 55  | 66 - 82 |
| SK Cesis                | Athinaikos BC        | 57 - 68  | 72 - 90 |
| Botas Spor              | CB Feve San Jose     | 67 - 65  | 68 - 81 |
| CSS-LMK SF. Gheorghe    | Cras Basket Taranto  | 66 - 71  | 60 - 80 |
| USO Mondeville          | Dinamo Kursk         | 48 - 68  | 51 - 72 |
| KV Imperial AEL         | Rivasecopolis        | 62 - 58  | 79 - 70 |
| Challes-Les-Eaux Basket | Ravenna Esperides    | 62 - 77  | 51 - 51 |

### Ottavi di Finale
| Squadra 1            | Squadra 2           | Andata  | Ritorno |
| -------------------- | ------------------- | ------- | ------- |
| Dinamo Mosca         | Ravenna Esperides   | 75 - 74 | 60 - 52 |
| Galatasaray          | KV Imperial Ael     | 61 - 63 | 74 - 68 |
| Dinamo Kursk         | Panionios G.S.S.    | 64 - 53 | 84 - 54 |
| Tarbes Gespe Bigorre | Taranto Cras Basket | 66 - 75 | 69 - 73 |
| Ibiza - PDV          | CB Feve San Jose    | 56 - 60 | 70 - 72 |
| Elitzur Ramla        | Athinaikos BC       | 73 - 88 | 72 - 91 |
| Lavezzini Parma      | Chevakata           | 63 - 81 | 72 - 88 |
| ZKK Hemofarm Vrsac   | Dexia W Namur       | 77 - 56 | 70 - 79 |

### Quarti di Finale
| Squadra 1        | Squadra 2           | Andata  | Ritorno |
| ---------------- | ------------------- | ------- | ------- |
| Dinamo Mosca     | ZKK Hemofarm Vrsac  | 90 - 63 | 73 - 65 |
| Galatasaray      | Chevakata           | 79 - 65 | 55 - 49 |
| Athinaikos BC    | Dinamo Kursk        | 52 - 77 | 89 - 69 |
| CB Feve San Jose | Taranto Cras Basket | 43 - 66 | 63 - 60 |

### Semifinali
| Squadra 1    | Squadra 2           | Andata  | Ritorno |
| ------------ | ------------------- | ------- | ------- |
| Dinamo Mosca | Taranto Cras Basket | 71 - 76 | 75 - 85 |
| Galatasaray  | Dinamo Kursk        | 47 - 61 | 62 - 39 |

### Finale
| Squadra 1   | Squadra 2           | Andata  | Ritorno |
| ----------- | ------------------- | ------- | ------- |
| Galatasaray | Taranto Cras Basket | 55 - 67 | 82 - 61 |

## Formazione Vincitrice
| N° | Naz.                                 | Ruolo | Sportivo         |  | Alt. |  |
| -- | ------------------------------------ | ----- | ---------------- |  | ---- |  |
| 4  | Turchia (bandiera)                   | G     | Tuğba Palazoğlu  |  | 172  |  |
| 6  | Turchia (bandiera)                   | P     | Beril Binoğul    |  | 172  |  |
| 7  | Turchia (bandiera)                   | AP    | Şaziye Karslı    |  | 182  |  |
| 9  | Turchia (bandiera)                   | AP    | Bahar Çağlar     |  | 188  |  |
| 10 | Turchia (bandiera)                   | AG    | Işıl Alben       |  | 170  |  |
| 12 | Turchia (bandiera)                   | C     | Korel Engin      |  | 200  |  |
| 13 | Turchia (bandiera)                   | AP    | Yasemin Horasan  |  | 187  |  |
| 14 | Turchia (bandiera)                   | G     | Yasemen Saylar   |  | 173  |  |
| 15 | Bielorussia (bandiera)               | C     | Maryna Krės      |  | 192  |  |
| 23 | Stati Uniti (bandiera)               | G     | Seimone Augustus |  | 180  |  |
| 33 | Saint Vincent e Grenadine (bandiera) | AP    | Sophia Young     |  | 185  |  |
| 55 | Turchia (bandiera)                   | G     | Esra Şencebe     |  | 170  |  |
|    | Turchia (bandiera)                   | All.  | Okan Çevik       |  |      |  |